# Reverse-transcriptie

Reverse-transcriptie bij het klasse VI virus (+)ssRNA-RT van hiv. Sleutel:U3 - promotorgebied, U5 - herkenningsplaats voor het virale integrase; PBS - primerbindingplaats; PP - polypurine gedeelte (polypurine tract); gag, pol, env - zie organisatie Hiv-genoom). Kleuren markeren complementaire sequenties.

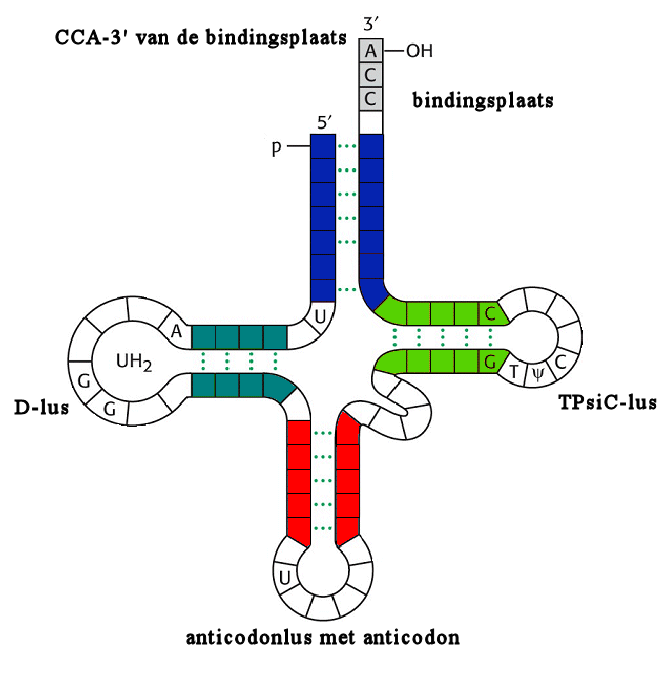
Klaverbladvorm van de tRNA-primer

Reverse-transcriptie (letterlijk: 'achteruit overschrijven') is het proces waarbij reverse-transcriptase van een RNA-streng een DNA-enkelstreng maakt. Dit is het omgekeerde van transcriptie. Bij virussen worden bij reverse-transcriptie veel fouten gemaakt, omdat het geen correctiemechanisme heeft. Hierdoor kunnen mutaties zich in het genoom opstapelen. Het commercieel beschikbare reverse-transcriptase van Promega maakt bij 1 op de 17.000 basen voor AMV een fout en 1 op 30.000 basen voor M-MLV.

## Reverse-transcriptie bij retrovirussen
Retrovirussen zijn virussen die reverse-transcriptie-RNA kunnen omzetten in DNA. Hun genomen bestaan uit twee positieve-sense enkelstrengs-RNA ((+)ssRNA) met een 5'-cap en een 3' poly(A)-staart. Reverse-transcriptie vindt plaats in de 5'→3'-richting.
De vorming van dubbelstrengs-DNA vindt plaats in het cytosol van de cel in de volgende stappen:

Een specifiek cel-transfer RNA (tRNA-primer met in de afbeelding het klaverbladsymbool) werkt als een primer en hybridiseert met (bindt aan) 18 nucleotiden met een complementair gedeelte (het 3'-eind) van het virus-RNA (vRNA) genoom, de primerbindingsplaats (PBS). Hierbij komt een -OH-groep vrij voor het begin van de reverse-transcriptie. Retrovirussen van verschillende geslachten gebruiken verschillende tRNA-primers, zoals tryptofaan bij de avian-sarcoma/leukosis-virussen (ASLV's), proline bij de C-type-virussen bij zoogdieren, histidine bij het retrovirus bij vissen en lysine bij zowel mouse mammary tumor virus (MMTV) als hiv-1.
1. Complement-DNA (cDNA) bindt zich aan de U5- (niet-coderende regio) en de R-regio (een rechtstreekse repeat, dat afhankelijk van het virus 12 tot 229 basenparen lang kan zijn en aan beide einden van het virale RNA-molecuul zit).
2. Een eiwitmotief van het reverse-transcriptase-enzym, het ribonuclease H, breekt de primers van het 5’-eind met de U5- (uniek aan het 5′-eind) en R-regio's van de (+)RNA-streng en de (-)RNA-streng af.
3. De primer dan "springt" naar het 3’-eind van het virale genoom en de nieuw gevormde DNA-strengen hybridiseren met de complementaire R-regio van het RNA.
4. De eerste streng van het complementaire DNA (cDNA) is uitgebreid en
5. het grootste gedeelte van het virale RNA is afgebroken door het ribonuclease H.
6. Wanneer de streng klaar is, wordt met behulp van het virale RNA begonnen met de vorming van een tweede streng.
7. Het transfer-RNA wordt afgebroken.
8. Dan gebeurt er een tweede "sprong" waarbij de primerbindingsplaats van de tweede streng hybridiseert met de complementaire primerbindingsplaats van de eerste streng.
9. Beide strengen worden verder uitgebreid en kunnen worden opgenomen in het genoom van de gastheer met behulp van het enzym integrase. Beide einden van het dubbelstrengs-DNA hebben U3-(uniek aan het 3′-eind) R-U5-sequenties, de zogenoemde long terminal repeats (respectievelijk 3'-LTR en 5'-LTR). Deze sequenties helpen bij het invoegen van het retrovirale-DNA in het genoom van de gastheer.

## Reverse-transcriptie bij retrotransposons
Retrotransposons vermeerderen zich ook door reverse-transcriptie. Een retrotransposon is een genetische sequentie die zichzelf in een genoom kan vermeerderen en komt in het DNA van vele eukaryote organismen voor. De structuur van een retrotransposon komt overeen met die van retrovirussen. Bij retrovirale retrotransposons wordt echter eerst een RNA-transcriptie gemaakt. Bij niet-retrovirale retrotransposons wordt van het transposon een transcript aangemaakt, waarbij het transcript een rechtstreekse template (matrijs) is voor het reverse-transcriptase bij de invoeging in het genoom.